# Сомнія (фільм)
«Сомнія» (англ. Before I Wake, дослівно — «Перш ніж я прокинуся») — американський фентезійний фільм-трилер, знятий Майком Фленаґаном. Прем'єра стрічки в Україні відбулась 21 квітня 2016 року. Фільм розповідає про подружжя, яке бере з притулку дитину, котра дуже боїться засинати вночі.

## Синопсис
Молоде подружжя, яке втратило маленького сина, отримує другий шанс на щасливе життя. Вони беруть з притулку восьмирічного Коді. З невідомої їм причини він дуже боїться засинати ночами. Але незабаром виявляється, що справа в надзвичайному дарі хлопчика — поки він спить, його сни стають реальністю. Тепер щоночі нові батьки можуть стати свідками його прекрасної уяви або моторошних породжень його жахів, які смертельно небезпечні.

## У ролях
- Кейт Босворт — Джессі Гобсон
- Томас Джейн — Марк Гобсон
- Джейкоб Трембле — Коді Морган
- Аннабет Гіш — Наталі Фрідман
- Деш Майгок[en] — Вілан Янґ

## Виробництво
Зйомки фільму почались 11 листопада 2013 року у Феєргоупі (штат Алабама).